# Varela Rock
Varela Rock es un festival musical donde las bases fundamental es promover la cultura y músicos del distrito, convocando al género rock como instrumento popular, generador de un vínculo para la flia y los jóvenes. El primer Varela Rock fue realizado en el septiembre de 2006 con bandas únicamente Locales, impulsado por la banda Local "Bien al Sur" y con el apoyo e infractuctura municipal, convirtiéndose en un nuevo evento institucional que fue recurrente año tras año.  en el partido de Florencio Varela. A partir del 2012 se empezó a realizar en el predio municipal que se encuentra en la intersección de la calle Thevenet y Ruta 36.
Hasta la fecha se llevaron a cabo once presentaciones, cuya edición de 2011 convocó alrededor de ocho a diez mil personas.
Existen otras presentaciones similares que se realizan en ciudades como Córdoba, Rosario y Santa Fe. Sin embargo, la principal diferencia radica en que el Varela Rock es gratuito.
España y Nicolás Boccuzzi.

## Ediciones

### El Primer "Varela Rock"
El primer Varela Rock se realizó en el invierno de 1993 cuando la banda local "Los Nietos de las flores", se acercó a solicitar un permiso a las autoridades municipales para tocar en la plaza de Varela, y para sorpresa de ellos, no consiguieron un permiso; sino la propuesta de armar un festival con bandas Varelenses, donde el municipio pondría el sonido, y solventaría la organización. 
"Elijamos un nombre, que se yo..., Rock con polera", fue la propuesta del Municipio, y entre las bandas se eligió "Varela Rock".
El festival fue un éxito, tanto artísticamente como en convocatoria de público.
Tocaron "Los nietos de las flores", "Mística", y otras bandas Varelenses, y contó con la participación de Gustavo Ginoi como músico invitado.

### Varela Rock 2006
El "Varela Rock 2006" se levó acabó el 23 de septiembre de 2006, en donde tocaron un amplio abanico de bandas locales. Este proyecto musical y cultural en el distrito varelense, tuvo su puntapié inicial a través de la presentación del proyecto por parte de una banda de rock varelense, denominada Bien al Sur, con el objetivo de ampliar y generar espacios de difusión y creación cultural, libre, incentivando al pueblo varelense y a todos los que quisieran sumarse a la expresión de la cultura en principio del rock, y demás estilos variantes.
En este Varela Rock, tocaron: Los Beatchos, Indistintos, Upa, Cuadros Colgados, Reptil, Civernetica, Joel Reymann, cerrando la noche sus organizadores, Bien al Sur Rock y la batucada La Chilinga Bloque Sur.

### Varela Rock 2007
La edición 2007, se produjo el sábado 24 de noviembre en el Fortín la Tropilla, todas las presentaciones se realizaron allí. Tocaron aproximadamente unas 20 bandas, alguna de ellas: Ocupaciones Raras (R&B), Los Colchones (rock alternativo), Zeldar (heavy), Sitio Suburbano (blues), Hijos del Rigor (rock), Fuser (pop-rock), Altar (rock Cristiano), San Sicario (rock alternativo), Libélula (heavy), 9AM (hardcore), Cibernética (trash), Fosforescentes (rock-murguero), Temel Nosce (rock fusión), Cuadros (rock), Loser (punk rock), Los Gusanos (rock and roll), El idiota (rock) y Los Marcianos.
Los artistas que encabezaron el evento fueron Cielo Razzo y una de las bandas que dieron nacimiento al rock argentino, Vox Dei.

### Varela Rock 2008
La edición 2008 se concretó el domingo 16 de noviembre, en el Fortín. Esta edición tuvo la particularidad de que entre las bandas cabezas de cartel, había una banda varelense conocida nacionalmente, La Mississippi, mientras que el otro artista principal fue el músico Antonio Birabent. Las bandas seleccionadas fueron: Crónicas del Mercenario, Reptil, Virginia Blues, Mallory Knox, Janie Jones y Kaer.

En las diferentes etapas del proceso del festival nos encontramos que Florencio Varela tiene variedad y calidad a través de sus jóvenes músicos.
Gustavo Ginoi, de La Mississippi.

### Varela Rock 2009
La presentación correspondiente al 2009 se realizó el domingo 22 de noviembre, pero tuvo que ser reprogramado al 6 de diciembre por las malas condiciones climáticas, se llevó a cabo en el Fortín. Las agrupaciones musicales seleccionadas fueron: Sansicario y Fuser (rock), Altar (heavy), Fosforescentes (pop-rock), Melanie Klein (ska-punk), Chumakas (rock and roll), Discrepancias (rock alternativo) y Ocupaciones raras (hard rock).
Esta edición fue cerrada por La Mancha de Rolando y Arbolito.

### Varela Rock 2010
La edición 2010 se llevó a cabo el sábado 27 de noviembre, en el Fortín. Se presentaron a la inscripción unas 117 bandas de las cuales 48 fueron seleccionadas. El certamen lo ganaron: en heavy-trash Demoledor, hard rock Hijos del Rigor y Relay, rock alternativo Kaer, rock and roll y Blues Indivisible, pop-rock: Elegías y Superstición, punk: Nixia.
Las cabezas de la edición de 2010 fueron El Bordo y Ratones Paranoicos.
Las marcas que auspiciaron el evento fueron: Westone SA, Solidrums Argentina, Sound Art Estudio de Grabación, Belora CD, y el Instituto Cultural de la provincia de Buenos Aires.

### Varela Rock 2011
La edición de 2011 se llevó a cabo el 19 de noviembre, en el Fortín, fue la última que se concretó allí. Sin embargo tuvo que ser reprogramada para el 4 de diciembre, por inclemencias climáticas.
Se inscribieron noventa y tres bandas para participar del festival, de las cuales se seleccionaron siete. Las audiciones se realizaron en la Casa de la Cultura. Las seleccionadas estaban en categorías por género, ellas fueron: Fuser (hard rock), Sitio Suburbano y Despegate, Familia (pop-reggae), Impuro (rock alternativo), Altar (heavy/trash), Desde el Infierno (punk rock). También toco un exintegrante de Rata Blanca, Adrián Barilari.
Las bandas cabezas de cartel fueron Estelares y Alika, quienes se encargaron de cerrar el evento. Contó con una convocatoria cercana de 8 a 10 mil personas.
Los auspiciantes en esta ocasión fueron: Westone SA, Solidrums Argentina, Sound Art Estudio de Grabación y el Instituto Cultural de la provincia de Buenos Aires.

### Varela Rock 2012
En esta edición el encuentro se concretó en el Predio Municipal, calle Thevenet y Ruta 36 (ex Ruta 2), se concretó el 24 de noviembre. Casi un centenar de grupos se inscribió, pero solo quedaron seleccionados: La Condesa (hard rock), Tres Ejes (rock and roll y blues), Sagrada Etiopía y Superstición (empate en pop-peggae), Zapue (rock alternativo), Zeldar (heavy metal) y Grado 17 (punk rock).
Cerró este festival la presencia de la banda de reggae argentino; Nonpalidece.

### Varela Rock 2013
El Varela Rock 2013 se llevó a cabo los días 23 y 24 de noviembre en el predio municipal de Florencio Varela. Las agrupaciones musicales seleccionadas fueron:
- Sábado 23 de noviembre: Con que cara (rock), La nave Croydon (pop-rock), Inertes, Fauno, Tuly Yanasa (reggae), Xefalexicos, Buena suerte rock, La Matera, Agridulce Reggae (reggae), y contó con la participación especial de Attaque 77 (punk-rock) y El Naty Combo.
- Domingo 24 de noviembre: P-R-F (pop-rock), Sábado Negro, Escondidos en la noche (rock), Ardid (heavy metal), Gallo Negro (hard rock), Laberinto del Fauno (hard rock), Temblor, Sed de sangre (heavy metal) y contaron con la participación de Los Pericos (reggae).

### Varela Rock 2014

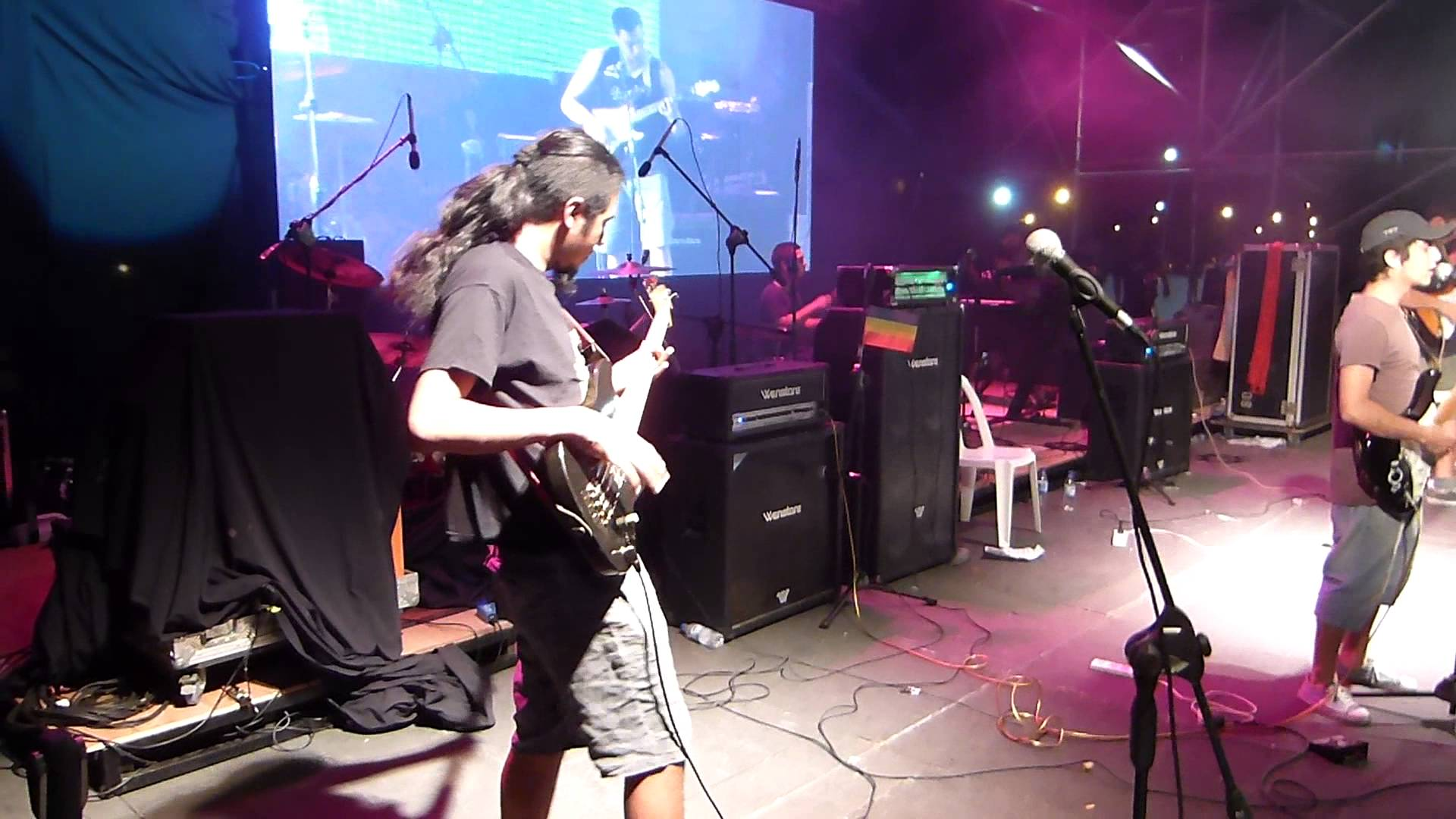
Los Hijos de Claudia en el Varela Rock de 2014.

La edición del Varela Rock de 2014 se llevó a cabo el 15 de noviembre en el predio municipal de Florencio Varela. Para esta edición se presentaron unas cincuenta bandas locales, las siguientes fueron las seleccionadas para tocar en esta edición:
- Virginia Blues (rock and roll y blues)
- Grado 17 (punk rock)
- Rastro (heavy metal)
- Los Hijos de Claudia (rock alternativo)
- Sagrada Etiopía (reggae)
- Machados Rock (hard rock)

Cuando el grupo Los Hijos de Claudia estaban a punto de iniciar su concierto, uno de sus miembros denunció ante el público la falta de lugares para tocar en Florencio Varela. Cuando terminaron su concierto, unos organizadores del evento (que eran miembros de la municipalidad) y la Guardia Comunal, increparon a la banda, diciéndoles que "eran unos desagradecidos", acto seguido fueron echados del lugar. Luego de una serie de amenazas que la banda recibió en su cuenta de Facebook, dos integrantes del quinteto, su baterista de ese entonces (actualmente cantante), y el bajista sufrieron una brutal golpiza en la esquina de Vélez Sarfield y Avenida San Martín, por parte de siete individuos.

Entre esas cosas que denunciamos, en menos de un minuto, dijimos que el músico no es un delincuente sino un trabajador, haciendo referencia a una actividad que hicimos la semana pasada en la que nos vinieron a cortar la electricidad cuando estábamos armando el evento y estaban tocando unas bandas. Planteamos que debería haber más espacios para tocar, ya que ahora en Varela no hay lugares para tocar ni siquiera pagando, y que el Varela Rock no alcanza para cubrir el espacio que necesitamos los músicos, dando apenas lugar a seis bandas una vez al año, y que todas las bandas tendrían que tener espacio para expresarse.
Los Hijos de Claudia.

### Varela Rock 2015
En la décima edición del Varela Rock participaron:
- El Bordo
- Mil Cosas Rotas
- Alfajía
- Sagrada Etiopía
- Falo King
- El final
- La Cautiva rocanrol
- Despegate
- El Clavo
- Oleguer
- Maldito Karma

### Varela Rock 2016
En la undécima edición del Varela Rock participaron:
- A+
- No más de cinco
- Altar
- Asgard
- Venecia Dry
- Al cántico dormirás
- Sitio Suburbano
- Joel Reymann

El ciclo lo cerró Bersuit Vergarabat.

## Inscripción
Generalmente se inscriben cerca de un centenar de conjuntos musicales para participar del evento. Los requisitos son:
- Llenado y presentación de una planilla.
- Entrega de un demo con dos canciones.
- La mitad más uno de los integrantes del grupo debe tener domicilio en Florencio Varela, para ello se debe presentar el DNI para comprobarlo.

Luego de las inscripciones, se llevan a cabo audiciones de preselección que a veces se realizan en la Casa de la Cultura.